# Kaplica Ta’ Wied Għammieq w Kalkarze
Kaplica Ta’ Wied Għammieq (malt. Kappella Ta’ Wied Għammieq, ang. Ta’ Wied Għammieq Chapel) – niewielka kaplica w Wieq Għammieq w Kalkarze na Malcie.

## Historia
Miejsce, na którym postawiono kaplicę zajmuje cmentarz ofiar epidemii cholery w 1837.  
Kaplica zbudowana została w latach 50. XX wieku. Projekt budynku wykonał Vincenzo Bonello. Kaplica może pomieścić  około 60 osób.
Kaplica jest miejscem pielgrzymek lokalnych mieszkańców w celu odprawiania modlitw za dusze osób pochowanych na tym cmentarzu. 